# لغة غورانية (سلافية)
الغورانية هي لغة من اللغات السلافية الجنوبية يتحدث بها الغورانيون من أهالي المنطقة الحدودية بين كوسوفو وألبانيا ومقدونيا.